# Château de Fournels
Le château de Fournels est un château situé à Fournels, dans le département de la Lozère, en France.

## Localisation
Le château se trouve à l'est du village. Le GR de pays du Tour des monts d'Aubrac l'approche.

## Description
Dominant trois vallées, le château de Fournels occupait une position stratégique ; c'était une véritable maison forte, défendue par ses tours et l'épaisseur de ses murs percés de meurtrières ; cette vieille demeure a su conserver toute son authenticité. À l'intérieur, on pouvait admirer du mobilier d'époque, des tapisseries splendides et des tableaux d'une étonnante fraîcheur. Aujourd'hui, l'intérieur est vide et laissé à l'abandon ; rien ne transparaît de sa splendeur passée.

## Historique
Le château a été reconstruit en 1573, par Jean, bâtard d'Apcher, seigneur d'Hauteville, fils de François Martin, baron d'Apcher (1509-1575), et d'Antoinette de Fabresse. Celui-ci s'était marié le 15 novembre 1570 avec Jeanne, bâtarde de Lastic, fille de Louis de Lastic, grand-prieur d'Auvergne de l'ordre de Saint-Jean de Jérusalem. Il a été légitimé en 1571 avec le titre d'écuyer et le droit de porter les armes d'Apcher. Jean d'Apcher s'est remarié avec Anne de Maumont le 16 novembre 1594, dont il eut Marie d'Apcher d'Auteville. Elle a été mariée, en 1616, à Jacques, bâtard de Lastic, auteur de la branche des seigneurs de Fournels.
Les barons d'Apcher, raconte le marquis de Brion, dernier habitant connu du château, étaient de puissants seigneurs du Moyen Âge. Ils avaient pris part aux Croisades, étendaient depuis le milieu du XIe siècle leur pouvoir sur toute la région qui entoure aujourd'hui Saint-Chely-d'Apcher. Ils possédaient une chaîne de châteaux forts dont faisaient partie le château de Fournels et dont la tour d'Apcher, les ruines des château de La Garde (près d'Albaret-Sainte-Marie), d'Arzenc-d'Apcher et de Montaleyrac (près de Fournels) constituent les vestiges.
Jeanne d'Apcher épousa Jacques de Lastic qui se distingua au siège de La Rochelle en 1627. L'un de leurs descendants, Florimond de Lastic, eut une fille qui fut élevée à l'école de Saint-Cyr, fondée par Madame de Maintenon près de Versailles.
Le marquis de Brion raconte à ce sujet que la première représentation de la tragédie de Racine, Esther, y fut jouée par les élèves, et c'est Marie de Lastic qui y tenait le rôle d'Asserus, roi de Perse. « Elle était belle comme le jour » écrit à son sujet Mme de Maintenon. « Elle avait tout ce qu'il fallait pour jouer un rôle d'homme » dit de son côté Mme de Brinon, directrice de l'école.
Dominique de Lastic de Fournels, dernier évêque de Couserans (Saint-Lizier), y est né le 16 octobre 1742.
Amélie de Lastic épousa le 27 avril 1799 Géraud Pierre de Michel du Roc, marquis de Brion. Le marquis de Brion, baron de l'Empire, membre du collège électoral de la Lozère, était le neveu de Géraud Christophe de Michel du Roc, duc de Frioul (plus connu sous le nom de Duroc), grand-maréchal du Palais de Napoléon Ier. La perte éprouvée par Napoléon quand Duroc fut blessé à mort à la bataille de Lutzen, en 1813, lui cause un des plus grands chagrins de sa vie. Il vint lui rendre une dernier visite au cours des douze heures pendant lesquelles le duc de Frioul survécut à ses blessures. Les quelques paroles échangées furent simples mais vivement ressenties. L'Empereur ne cacha pas sa douleur. Duroc repose aujourd'hui aux Invalides, auprès de son Empereur indique le marquis de Brion, avant d'ajouter : « si le marquis de Brion, marié à Amélie de Lastic, fut le neveu du plus fidèle serviteur de Napoléon, son épouse fut aussi de son côté une très proche parente d'un autre serviteur de Napoléon, l'abbé de Pradt, qui était le cousin germain d'Amélie de Lastic. Il fut ambassadeur de Napoléon à Varsovie, crée comte de l'Empire, nommé Grand Chancelier de la Légion d'Honneur et envoyé à Malines comme archevêque ».
Les Michel du Roc qui possédaient de nombreuses seigneuries en Gevaudan, Quercy et Languedoc à la fin du XVIe siècle, semblent être originaires de Saint-Chely-d'Apcher, où ils étaient connus dès le Moyen Âge. Les seigneuries situées du Languedoc, qui comportaient 21 villages, furent érigées en marquisat sous le nom de Brion par Lettres Patentes du Roi Louis XV, de septembre 1756, enregistrées au Parlement de Toulouse.
Amélie de Lastic, marquise de Brion, mourut en 1817 et son mari en 1842. Depuis lors, le château de Fournels a appartenu à leurs descendants :
- de 1842 à 1872, à Eugène de Michel Duroc, marquis de Brion, marié à Gabrielle-Eléonore Léopoldine de Sampigny d'Issoncourt ;
- de 1872 à 1901, à Henri de Michel Duroc, marquis de Brion, conseiller général de Lozère, marié à Alix de Mazis ;
- de 1901 à 1958, à Christian de Michel Duroc, marquis de Brion, conseiller général de Lozère, marié à Wilm de Kessler ;
- et depuis 1958, à leurs enfants.

Les Michel du Roc ont donné de nombreux officiers et chevaliers de Saint-Louis aux armées du Roi, des magistrats, des maries perpétuels de Marvejols, des religieux et des religieuses.
L'édifice est inscrit partiellement au titre des monuments historiques par arrêté du 18 mai 1961.